# ヘクサプラ
ヘクサプラとは、ギリシア教父のひとりオリゲネスによって著された複数の旧約聖書の本文を比較対照した書物である。（一部を除き）比較対照しているテキストの数が6つであることから「六欄組聖書」、「六欄対照聖書」などとも呼ばれている。

## 概要
ヘクサプラとは、旧約聖書のヘブライ語テキストおよびヘブライ語テキストの発音をギリシャ語で表記したものと当時存在したいくつかのギリシャ語訳テキストを比較対照できるように並べて記したものてある。ヘクサプラが比較対照しているテキストは以下の旧約聖書の六つのテキストであり、以下の順序で配置されている。
- ヘブライ語
- ヘブライ語テキストの発音をギリシア語アルファベットで表記したもの
- ギリシア語（アキラ訳）（アクラ、アキュラ、アキューラスとも）
- ギリシア語（シュンマコス訳）
- ギリシア語（七十人訳）セプトゥアギンタ
- ギリシア語（テオドティオン訳）

なお、一部（詩編）にはそれ以外のオリゲネス自身が発見したとされる3つの古訳も含まれている。ギリシャ語聖書のテキストの並べ方は、ヘブライ語聖書に近いところに書かれている翻訳がよりヘブライ語に近い（より直訳調の翻訳である）順であると考えられている。
オリゲネスがなぜこのようなものを著したのか、その理由は明らかではないが、当時はヘブライ語聖書とギリシャ語訳聖書の間に少なくない違いが存在したために、「ヘブライ語聖書」を「聖書」とするユダヤ教と「ギリシャ語訳聖書」を「聖書」とするキリスト教との間に教義上の論争が発生し、そのような状況を正そうとする新たな翻訳も生まれ、多くのギリシャ語訳が乱立している状況にあった。このような状況の中でヘブライ語原文とそれぞれのギリシア語訳との異同を一目瞭然にして、正確なギリシア語訳を策定し、ユダヤ教のラビとの討論に備えることにあったのではないかと考えられている。
なお、ヘクサプラに記されている七十人訳は、ヘブライ語聖書にはあるのに七十人訳には該当する語句が無いものについては別のギリシャ語訳から語句を持ってきて補っているが、そのような語句や七十人訳にはあるもののヘブライ語聖書に該当するものがない語句にはそれぞれ決まった記号が付されており、もともとの七十人訳との違いが分かるようになっている。だが、特にそのような処理をしていないにもかかわらず従来の七十人訳と異なる部分も存在するために、ヘクサプラにある七十人訳テキストを他の七十人訳テキストと区別する必要があるときには特に「オリゲネスのヘクサプラ校訂」と呼ばれている。
この書物の原本は弟子の「カイサリアのパンフィロス」に受け継がれ、ヒエロニムスなどもこれを参照して自らの著作に用いており、これを元にしたらしいシリア語訳も存在する。しかし、その後（おそらくはイスラム教徒が同地に進入したときの混乱の中で）原本は失われてしまったと見られる。この書物はあまりにも膨大なものであるため写しもほとんど作られなかったらしく現在ではわずかな断片しか残っていない。

## テトラプラ
ヘクサプラと比べたときに
- ヘブライ語
- ヘブライ語テキストの発音をギリシア語アルファベットで表記したもの

の部分が無い「テトラプラ」(四欄組聖書)と呼ばれるものも存在し、これもオリゲネスによって著されたとされている。ヘクサプラとテトラプラのどちらが先に書かれたのかは明らかでなく、ヘクサプラが先に出来て後にヘブライ語に関する部分が除かれてテトラプラが出来たのか、それともテトラプラが先に出来て後にヘブライ語に関する部分が付け加えられてヘクサプラが出来たのか意見が分かれている。

## 日本語ヘクサプラ
正式名称は『日本語ヘクサプラ：六聖書対照新約全書』であり、新約聖書の複数の日本語訳を比較することが出来るように並べた本である。上記のヘクサプラにちなみこのような名称を付けられた。新約聖書の日本語訳として以下の翻訳が取り上げられている。以下は刊行年順に並べられている。
- 明治元訳聖書（1880年刊行）
- ニコライ訳聖書（日本正教会訳聖書）（1901年刊行）
- ラゲ訳聖書（1910年刊行）
- 大正改訳聖書（文語訳聖書）（1917年刊行）
- 口語訳聖書（1954年刊行）
- 新共同訳聖書（1987年刊行）